# Vườn quốc gia Krka
Vườn quốc gia Krka (tiếng Croatia: Nacionalni park Krka) là một trong những công viên quốc gia ở Croatia được đặt theo tên của dòng sông Krka (tiếng Hy Lạp cổ: Kyrikos) mà nó bao quanh. Nó nằm dọc theo trung lưu-hạ lưu của sông Krka ở trung tâm Dalmatia, thuộc hạt Šibenik-Knin, khu vực hạ lưu Miljevci và chỉ cách thành phố Šibenik vài km về phía đông bắc. Nó được thành lập để bảo vệ sông Krka và chủ yếu dành cho các hoạt động khoa học, văn hóa, giáo dục, giải trí và du lịch. Đây là công viên quốc gia thứ bảy ở Croatia và được tuyên bố là công viên quốc gia vào năm 1985.

### Roški slap

Đường mòn đi bộ trên Roški slap

### Visovac

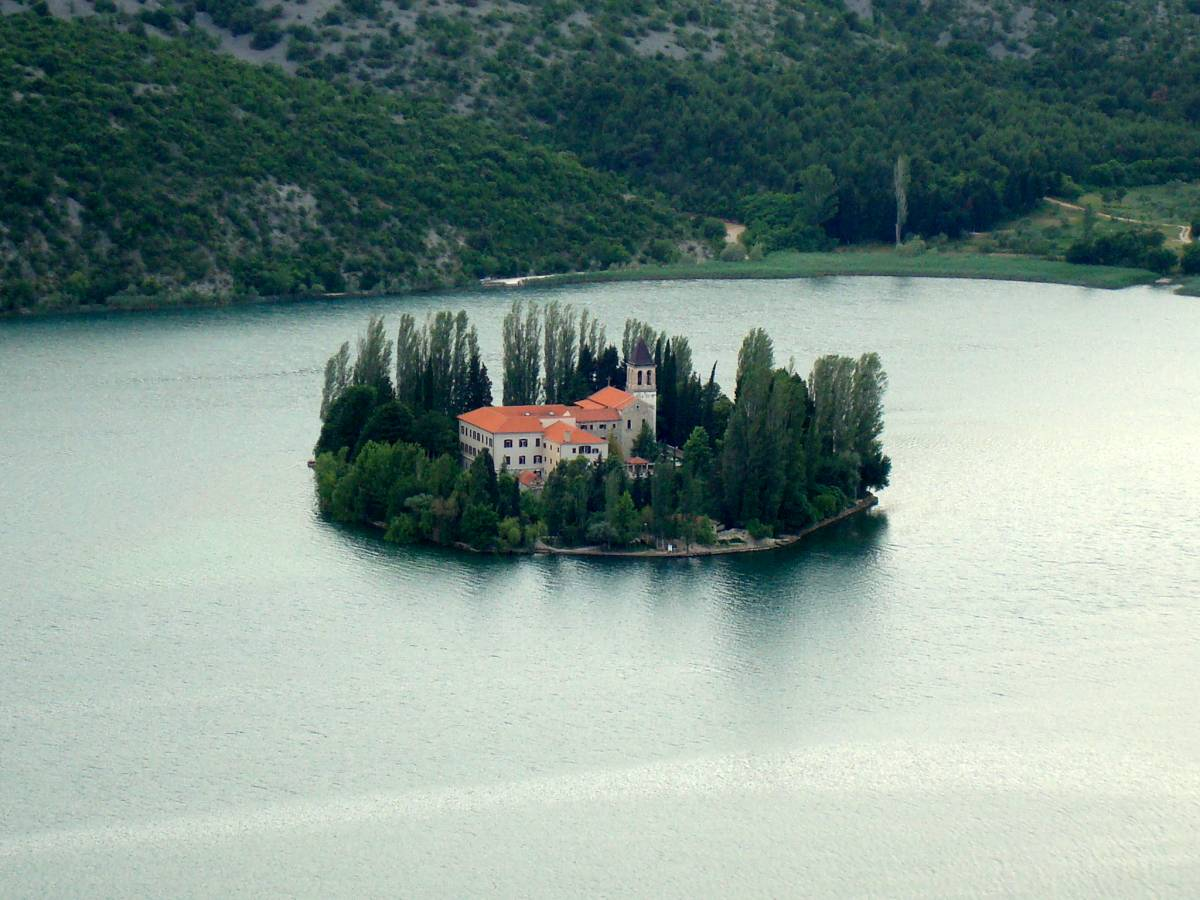
Đảo Visovac.